# Rắn cạp nia biển

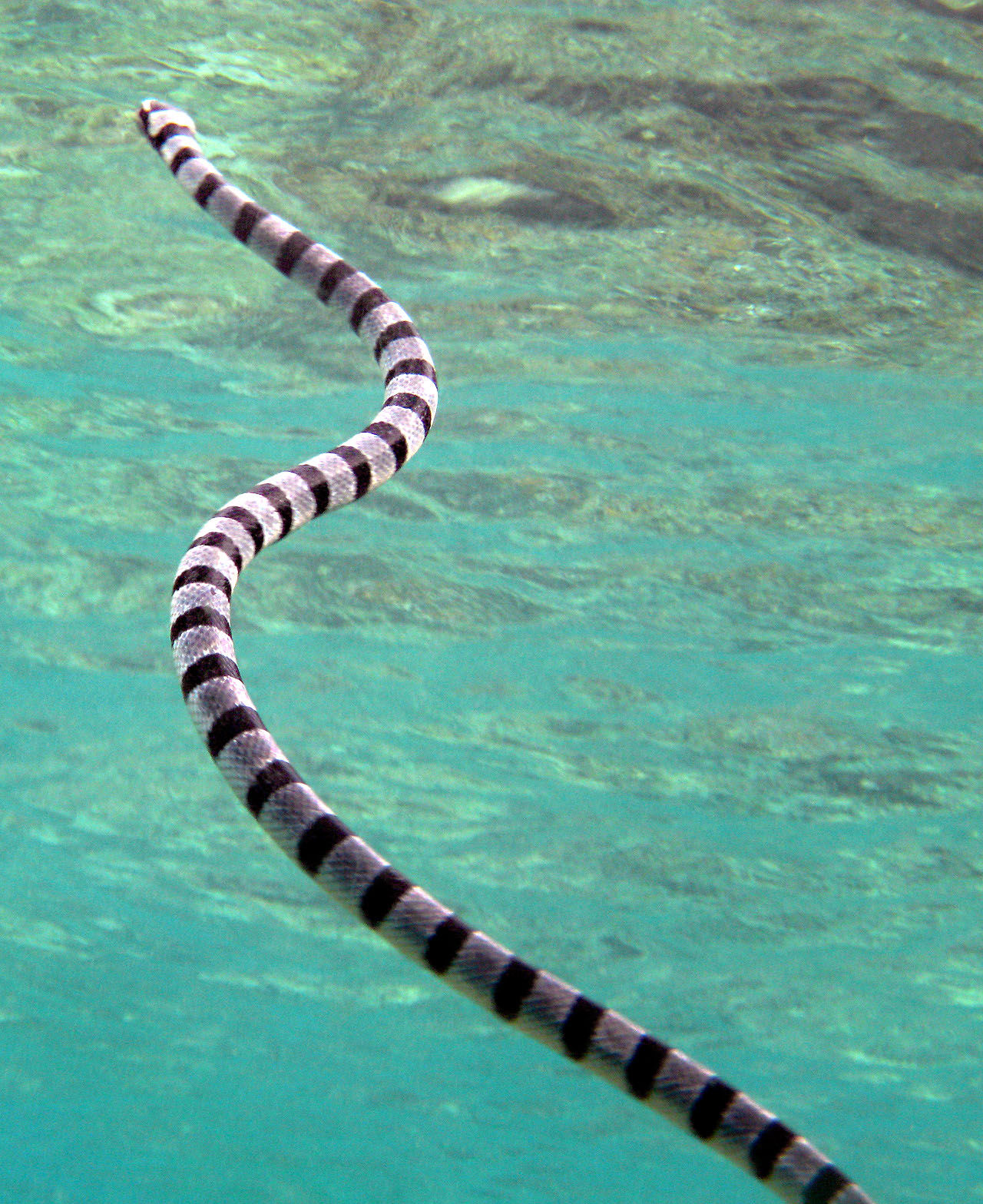

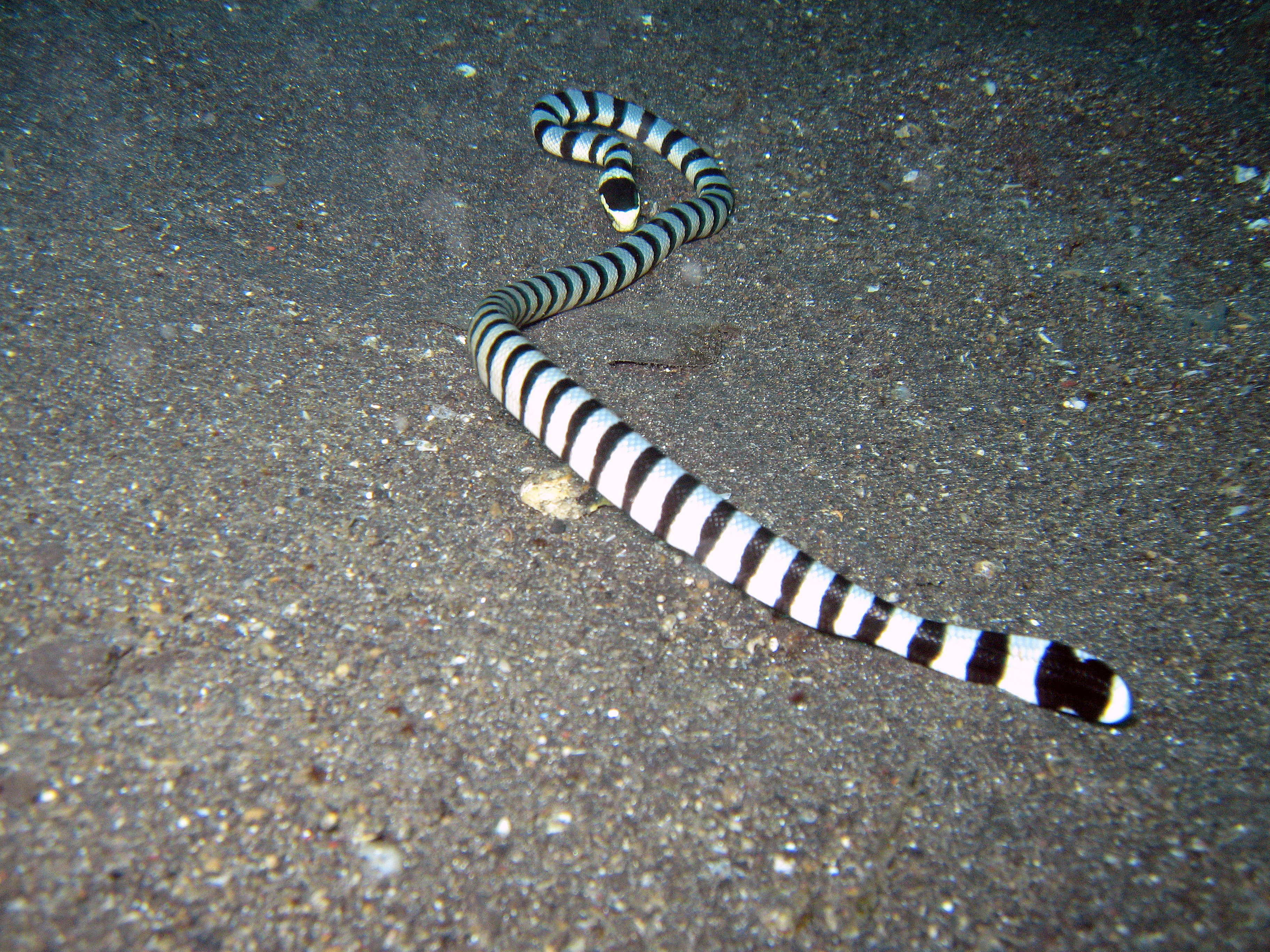

Rắn cạp nia biển (danh pháp khoa học: Laticauda colubrina) là một loài rắn biển được tìm thấy ở các vùng biển Ấn Độ Dương-Thái Bình Dương nhiệt đới. Tổng chiều dài con đực trưởng thành 875 mm, con cái trưởng thành dài 1420 mm, đuôi dài, con cái có chiều dài đuôi 130 mm, con đực có đuôi dài 145 mm. Chúng là loài rắn độc nhưng không hung hăng.